# Yāʾ
Yāʾ (ي) – dwudziesta siódma litera alfabetu arabskiego. Używana jest do oznaczenia dźwięku [j], tj. spółgłoski półotwartej podniebiennej dźwięcznej. Pochodzi od fenickiej litery jod.
W języku polskim litera yāʾ jest transkrybowana za pomocą liter I i J.
W arabskim systemie liczbowym literze yāʾ odpowiada liczba 10.

## Postacie litery
| Postać: | izolowana | końcowa | środkowa | początkowa |
| ------- | --------- | ------- | -------- | ---------- |
| Wygląd: | ي‬         | ـي‬      | ـيـ‬      | يـ‬         |

## Kodowanie
| Znak                   | ي                 | ي                 |
| ---------------------- | ----------------- | ----------------- |
| Nazwa w Unikodzie      | Arabic Letter Yeh | Arabic Letter Yeh |
| Kodowanie              | dziesiątkowo      | szesnastkowo      |
| Unicode                | 1610              | U+064A            |
| UTF-8                  | 217 138           | d9 8a             |
| Odwołania znakowe SGML | &#1610;           | &#x064A;          |